# James Nash
James Nash (né le 16 décembre 1985 à Milton Keynes), est un pilote automobile britannique. il concourt actuellement en WTCC, chez Bamboo-engineering (en).

## Biographie
Nash a piloté en Karting jusqu'en 2005 ou il débute en monoplace avec la Formule Ford. Il décide finalement de s'orienter vers des courses de voitures de tourisme en prenant part au différentes courses supports du WTCC. Il accède finalement au BTCC en 2009.
En 2010, il remplace Fabrizio Giovanardi en BTCC et gagne le trophée des indépendants de ce même championnat.
En 2013, il signe dans l'équipe Bamboo-engineering (en) et gagne deux courses (Autriche et Portugal).

## Palmarès
- 2000-2004 : Karting
- 2005 : Formule Ford, classe Zeus
- 2006-2007 : Formule Ford britannique (5e, puis 2e)
- 2008 : SEAT León Eurocup (5e)
- 2009-2011 : BTCC (15e, 12e et 5e)
- 2012-2013 : WTCC (20e, actuellement 4e)